# Ralph Saml
Ralph Saml (* 18. August 1961 in Wien) ist ein österreichischer Schauspieler.
Nach dem Besuch der Schauspielschule trat er als Zwanzigjähriger sein erstes Engagement in Wilhelmshaven (Deutschland) an. Danach kehrte er nach Österreich zurück und spielte am Stadttheater St. Pölten und in der freien Theaterszene. Außerdem war er in den Fernsehserien Familienrat und Eine unmögliche Person, sowie im Fernsehfilm Maxi, bitte kommen unter der Regie von Heide Pils zu sehen. 1994 spielte er einen Wehrmachtssoldaten im Kinofilm Hasenjagd – Vor lauter Feigheit gibt es kein Erbarmen von Andreas Gruber. Des Weiteren hatte er 2008 eine Gastrolle als Amtsarzt in SOKO Donau. Zuletzt war er als Friedensrichter Seicht bei Shakespeare in Mödling zu sehen.
Ralph Saml ist verheiratet und hat einen Sohn.